# Markt 10 (Plau am See)

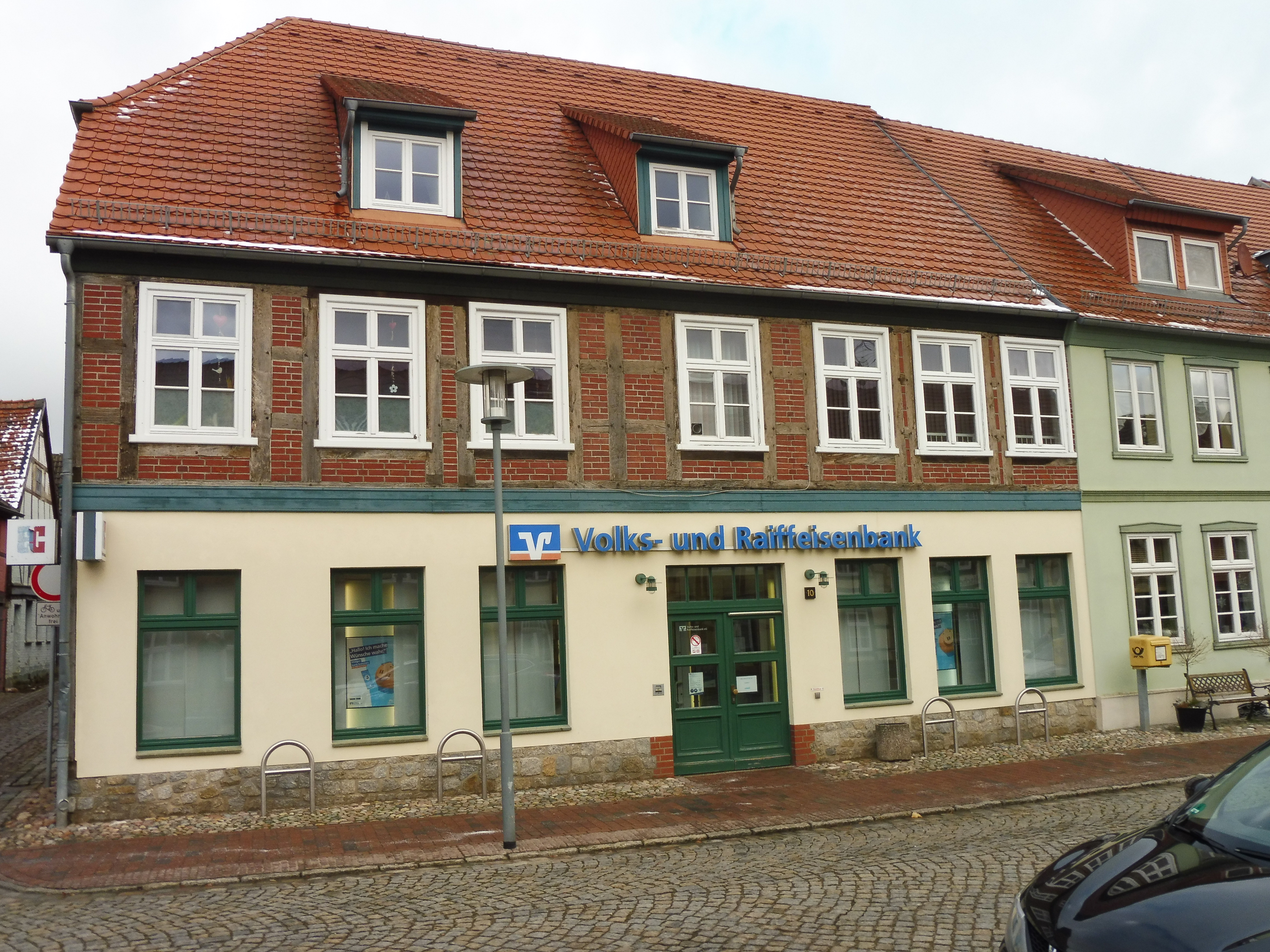
Markt 10

Das Gebäude Markt 10 (Plau am See) ist ein Wohn- und Geschäftshaus auf der Nordseite des Plauer Markts. An der Ecke Scharrenstraße gelegen, wurde es im 19. Jahrhundert gebaut. Es steht unter Denkmalschutz. 

## Geschichte
Plau am See ist im 13. Jahrhundert entstanden und wurde 1235 erstmals als Stadt erwähnt.
Das zweigeschossige traufständige Fachwerk-Eckgebäude mit Ausfachungen aus Stein und einem Krüppelwalmdach mit Giebel zur Scharrenstraße stammt aus dem 19. Jahrhundert.
Bis 1992 war hier ein Laden. Danach kaufte die Volks- und Raiffeisenbank Lübz 1995 das stark sanierungsbedürftige Haus und sanierte es bis 1997 im Rahmen der Städtebauförderung. Die Steine im Fachwerk wurden dabei teils ersetzt und wieder sichtbar gemacht. Um das Haus nunmehr ohne Stufen barrierefrei umzubauen, musste nach schleppend erteilter Genehmigung durch die Denkmalpflegebehörde, die Kellerdecke teilweise ersetzt werden. Haupt- und Nebengebäude werden durch die Bankfiliale und vier Wohnungen genutzt.